# 1+1-väg
1+1-väg är i Sverige en beteckning på en väg med ett körfält i vardera riktningen och med mitträcke.
För att omkörning av långsamma fordon ska bli möjlig ska parkeringsfickor byggas eller vägen breddas en bit var tredje kilometer. Med långsamma fordon menas fordon med 50 km/timme eller lägre som maxhastighet. Detta innebär att lastbilar som går i 80–90 km/timme inte behöver gå in i parkeringsfickor för att släppa förbi.